# Резолюція Генеральної Асамблеї ООН 377 (V)
Резолю́ція Генера́льної Асамбле́ї ООН 377 (V) «Є́дність на ко́ри́сть ми́ру» — резолюція, в якій зазначено, що в будь-яких випадках, коли принаймні один постійний член використовує своє право вето, щоб перешкодити Раді Безпеки виконувати свої функції, покладені на неї Статутом ООН, Генеральна Асамблея негайно розглядає це питання та може видавати відповідні рекомендації членам ООН щодо колективних заходів, включаючи застосування збройної сили, коли це необхідно, для підтримки або відновлення міжнародної безпеки та миру. Документ ухвалений 3 листопада 1950 року 52 голосами проти 5 при 2 утриманих під час 302-го пленарного засідання 5-ї сесії Генеральної Асамблеї Організації Об'єднаних Націй.
Для сприяння оперативним діям Генеральної Асамблеї у випадку потрапляння Ради Безпеки в безвихідь, резолюцією створено механізм надзвичайної спеціальної сесії. За всю історію організації надзвичайні спеціальні сесії скликалися відповідно до цієї процедури одинадцять разів, зокрема востаннє 27 лютого 2022 року для розгляду вторгнення Росії в Україну. Показово, що останні дві неодноразово «відкладалися» й «відновлювалася» протягом останніх кількох років через невирішеність та тривання воєн.

## Голосування
Голосування за окремі положення резолюції відбувалися окремо.
| Голос         | Кількість | Держави-члени Організації Об'єднаних Націй |
| ------------- | --------- | --- |
| За            | 52        | Австралія, Афганістан, Бельгія, Бірма, Болівія, Бразилія, Велика Британія, Венесуела, Гаїті, Гватемала, Гондурас, Греція, Данія, Домініканська Республіка, Еквадор, Ефіопія, Єгипет, Ємен, Ізраїль, Індонезія, Ірак, Іран, Ісландія, Канада, Колумбія, Коста-Рика, Куба, Ліберія, Люксембург, Мексика, Нідерланди, Нікарагуа, Нова Зеландія, Норвегія, Пакистан, Панама, Парагвай, Перу, Південно-Африканський Союз, Республіка Китай, Сальвадор, Саудівська Аравія, Сирія, Сполучені Штати Америки, Таїланд, Туреччина, Уругвай, Філіппіни, Франція, Чилі, Швеція, Югославія |
| Проти         | 5         | БРСР, Польща, СРСР, УРСР, Чехословаччина |
| Утрималися    | 2         | Аргентина, Індія |
| Не голосували | 1         | Ліван |
| Всього        | 60        | |